# Farkasrét
Farkasrét ([ˈfɒɾkɒʃɾeːt]) est un quartier de Budapest situé dans le 12e arrondissement de Budapest. 